# Arytera oligolepis
Arytera oligolepis är en kinesträdsväxtart som beskrevs av Ludwig Radlkofer. Arytera oligolepis ingår i släktet Arytera och familjen kinesträdsväxter. Inga underarter finns listade i Catalogue of Life.